# Olivetti Auditronic 770
La Olivetti Auditronic 770 è stata una macchina contabile elettronica dell'Olivetti venduta dal 1969. Prima contabile dell'Olivetti prettamente elettronica, era dotata di 1 KB di memoria a linea di ritardo ed era collegabile ad un nastro magnetico ciclico da 36 KB.
La progettazione iniziò nel 1965, a cura dell'ing. Fabrizio Saltini; malgrado la macchina fosse stata terminata nel 1967, fu commercializzata solo a partire dal 1969, per non interferire nelle vendite pianificate per i modelli precedenti.
Memore del buon risultato della Programma 101 anche la NASA comprò alcune Auditronic 770.